# 希尔达·杜利特尔

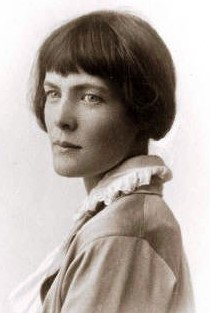
H.D., c. 1921年

希尔达·杜利特尔（英語：或，1886年9月10日—1961年9月27日），美国诗人、小说家，以20世纪初期与意象派诗人埃兹拉·庞德、理查德·奥尔丁顿等人的交往而知名。希尔达后来的诗作吸收了意象派的美学，但更具有女性主义的特色。
杜利特尔1886年生于宾夕法尼亚，1911年迁往伦敦，其诗作使他成为意象主义运动的中心人物之一。由于自己的才华，她得到了庞德的支持。1916至17年，她担任《自我主义》杂志编辑，她的诗作则在《英国评论》和《大西洋评论》上发表。一战期间，她哥哥去世，并与丈夫奥尔丁顿离异，这些事对她后来创作影响很大。1930年代她成为弗洛伊德的朋友，并让他诊断自己双性恋的倾向。
她对古希腊文学感兴趣，她的经常借用希腊神话和古典诗歌的题材。